# Марценюк Олег Павлович
Марценю́к Оле́г Па́влович — майор, Державна прикордонна служба України, учасник російсько-української війни.

## З життєпису
4 лютого 2015-го при ротації зайняв бойовий пост на блокпосту «Бійниця» під Дебальцевим, з ним були молодші сержанти Олег Зіньковський, Сергій Костюк та Андрій Ліщинський. 6 лютого при відбитті чергової атаки терористів знищили один танк та один БМП, одна БМП сильно пошкоджена. При відбитті пішої атаки з двохсот терористів було вбито 75-80, після огляду по бою серед них було виявлено чимало наркоманів. Під час бою в український БТР влучив снаряд, вибухнув боєкомплект, підбита «швидка», екіпаж та поранені загинули.
Дружина, Наталія Марценюк, станом на 2012 рік — заступник начальника відділу прикордонного контролю штабу Могилів-Подільського прикордонного загону. Родина виховує дітей — Андрія і Дарину.
Став героєм документального фільму «Перехрестя „Балу“» (квітень 2018), що розповідає про захисників блокпоста поблизу Дебальцевого.

## Нагороди
За особисту мужність і героїзм, виявлені у захисті державного суверенітету та територіальної цілісності України, вірність військовій присязі під час російсько-української війни
- нагороджений орденом «За мужність» III ступеня (27.5.2015).